# Slobodnica
Slobodnica – wieś w Chorwacji, w żupanii brodzko-posawskiej, w gminie Sibinj. W 2011 roku liczyła 1557 mieszkańców.